# نيمانيا جاراماز
نيمانيا جاراماز (بالصربية: Немања Јарамаз) مواليد 10 يوليو 1991 في نيكشيتش، جمهورية يوغوسلافيا الاشتراكية الاتحادية، هو لاعب كرة سلة صربي. بدأ مسيرته الاحترافية في سنة 2009. يلعب مع نادي فوتسوافك لكرة السلة في الدوري البولندي لكرة السلة.

## المسيرة الاحترافية
لعب مع ميغا في موسم 2009–2010، ثم لعب مع بارتيزان من سنة 2010 إلى 2012، ثم لعب مع بييلا لكرة السلة في موسم 2012–2013، ثم لعب مع تورو زغورجيلتس من سنة 2013 إلى 2015، ثم لعب مع بودوشنوست في موسم 2015–2016، ثم لعب مع باسكت مانريسا في الدوري الإسباني في سنة 2016، ثم لعب مع فوتسوافك في سنة 2016.

## إحصائيات المسيرة

### الدوري الأوروبي
| السنة   | الفريق                   | لعب | بدأ | دقيقة | ميداني% | ثلاثية | حرة  | ارتداد | صنع | استلاب | تصدي | نقطة | أداء |
| ------- | ------------------------ | --- | --- | ----- | ------- | ------ | ---- | ------ | --- | ------ | ---- | ---- | ---- |
| 2010–11 | نادي بارتيزان لكرة السلة | 2   | 0   | 1.1   | .000    | .000   | .000 | .0     | .0  | .0     | .0   | .0   | .0   |
| 2011–12 | نادي بارتيزان لكرة السلة | 5   | 0   | 3.0   | .000    | .000   | .000 | .2     | .0  | .2     | .0   | .0   | -.8  |
| 2014–15 | تورو زغورجيلتس           | 10  | 3   | 24.4  | .389    | .382   | .867 | 2.9    | 2.9 | .3     | .1   | 9.5  | 11.5 |
| المسيرة |                          | 18  | 3   | 14.5  | .384    | .371   | .867 | 1.7    | 1.6 | .2     | .1   | 5.3  | 6.2  |

## روابط خارجية
- نيمانيا جاراماز على موقع الاتحاد الدولي لكرة السلة (الإنجليزية)
- نيمانيا جاراماز على موقع الدوري الأوروبي لكرة السلة (الإنجليزية)
- نيمانيا جاراماز على موقع الدوري الإسباني لكرة السلة (الإسبانية)
- نيمانيا جاراماز على موقع كرة السلة الأوروبية.كوم (الإنجليزية)
- نيمانيا جاراماز على موقع ريلجم (الإنجليزية)
- نيمانيا جاراماز على موقع بروبوليرز (الإنجليزية)
- نيمانيا جاراماز على موقع سبورتس رفرنس (الإنجليزية)